# Canal 10 (France)
Pour les articles homonymes, voir Canal 10.
Canal 10 est le nom de code d'un projet de chaîne de télévision nationale commerciale et privée française, déclinaison de Télé Monte-Carlo, développé à partir de 1965 et devant être lancé en France, au début de la décennie 1970. L'entreprise est développée et pilotée par Jean Frydman et soutenue par Marcel Bleustein-Blanchet de Publicis et Sylvain Floirat dirigeant d'Europe 1, à travers la chaîne de télévision monégasque Télé Monte-Carlo.

## Contexte historique

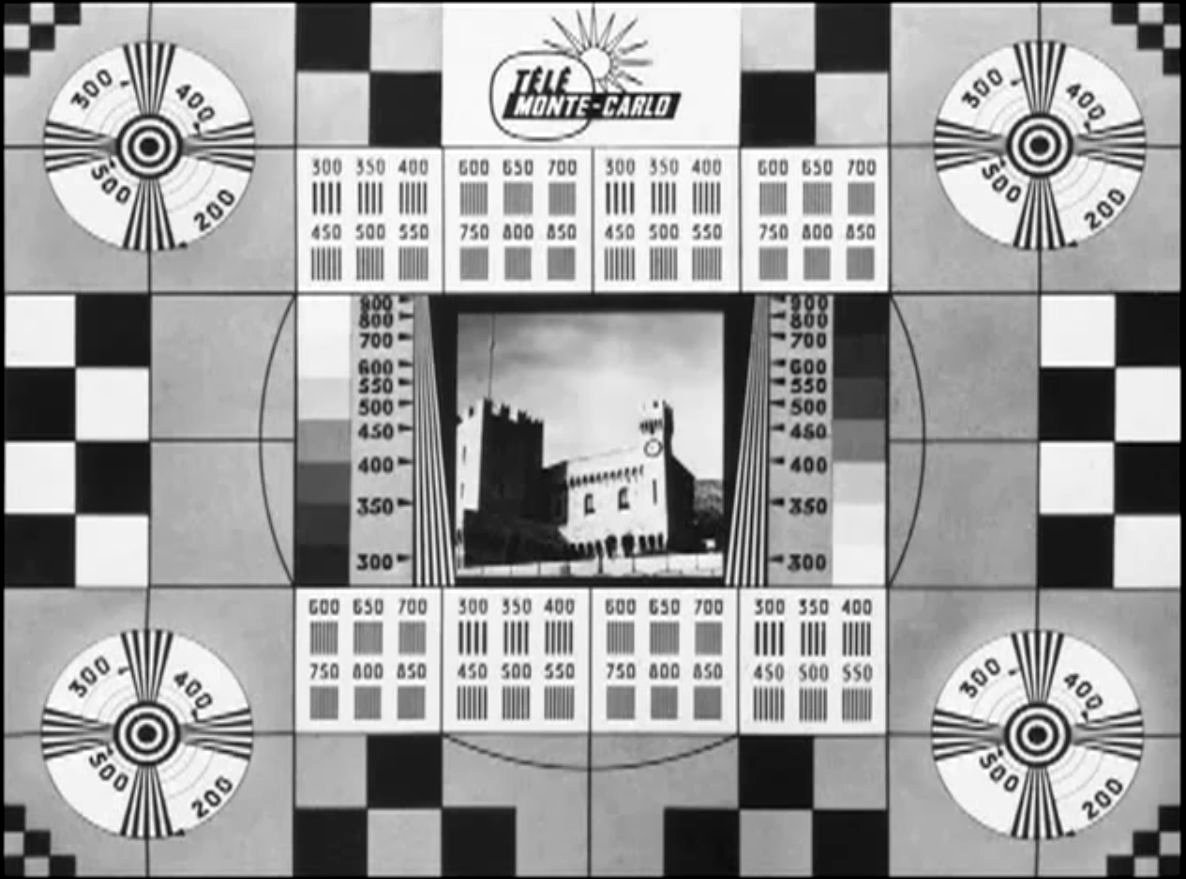
Télé Monte-Carlo en 1954.

En 1952, plusieurs chaînes de télévision privées régionales francophones se préparent à naître; à la principauté d'Andorre (projet abandonné en 1953), à Sarrebruck en Allemagne de l'Ouest avec Télé-Sarre (autre nom d'« Europe 1 Télévision »), à la principauté de Monaco pour Télé Monte-Carlo et au Grand-Duché de Luxembourg pour Télé Luxembourg (future RTL Télévision), financées par des entreprises privées ou mixtes comme notamment la Sofirad et devant exploiter la publicité. Dans son ensemble, la presse écrite déclare craindre l'arrivée de la télévision commerciale et des décisions de la société mixte Sofirad, redoutant qu'elle entame une bonne partie du gâteau publicitaire, une préoccupation relayée par certains députés à l'Assemblée nationale.
À la fin de la décennie 1950, lors de la mise en chantier de la deuxième chaîne nationale française RTF Télévision 2, plusieurs questions se posent simultanément et notamment, d'ordre technique. En premier lieu, il est nécessaire de choisir son format et ainsi, anticiper son passage à la télédiffusion en couleur; soit utiliser le même format à haute définition 819 lignes noir et blanc que la première chaîne française, soit enfin, adopter le format européen à 625 lignes. En 1958, pour préparer la création de la deuxième chaîne, les techniciens de la RTF procèdent à des télédiffusions expérimentales à haute définition 819 lignes en noir et blanc et au standard couleur français SÉCAM, avec sous-porteuse à la fréquence 7,25 Mhz, utilisant la bande IV de la gamme UHF, car les canaux de la bande VHF sont déjà saturés par les émetteurs de la première chaîne; non seulement les résultats en réception sont décevants mais surtout, l'exploitation du spectre de canaux supérieurs à 15 MHz pour chaque chaîne en 819 lignes restreint considérablement l'utilisation de fréquences simultanées en UHF, un problème essentiel pour la couverture de tout le territoire. Au cours de l'année 1960, à la suite de ces différents tests et des décisions des pouvoirs publics, l'ingénieur Henri de France abandonne ses développements pour adapter son système SECAM à la haute définition 819 lignes, alors que la deuxième chaîne nationale française adopte officiellement la norme européenne à 625 lignes. En plus des considérations techniques, le statut de la deuxième chaîne est soulevé mais rapidement tranché par les pouvoirs publics; la deuxième chaîne sera publique et sans recours à la publicité de marques. En octobre 1964, bien avant que la deuxième chaîne de l'ORTF n'adopte la couleur, la chaîne privée Télé Monte-Carlo annonce procèder à des expérimentations au standard SÉCAM en 625 lignes depuis Monaco.
En avril 1965 soit deux ans après la création de la Deuxième chaîne de l'ORTF, le projet d'une troisième chaîne nationale française est étudié. À nouveau, la question de son statut privé ou public ainsi que le financement par la publicité sont débattus tant par le secteur professionnel et les responsables politiques, que par les pouvoirs publics. Certains s'opposent farouchement à ces projets, notamment les dirigeants de presse écrite. Le directeur de l'ORTF évoque la possibilité d'une troisième chaîne à vocation éducative, destinée à certaines minorités comme les étudiants, les syndicats ou les agriculteurs.

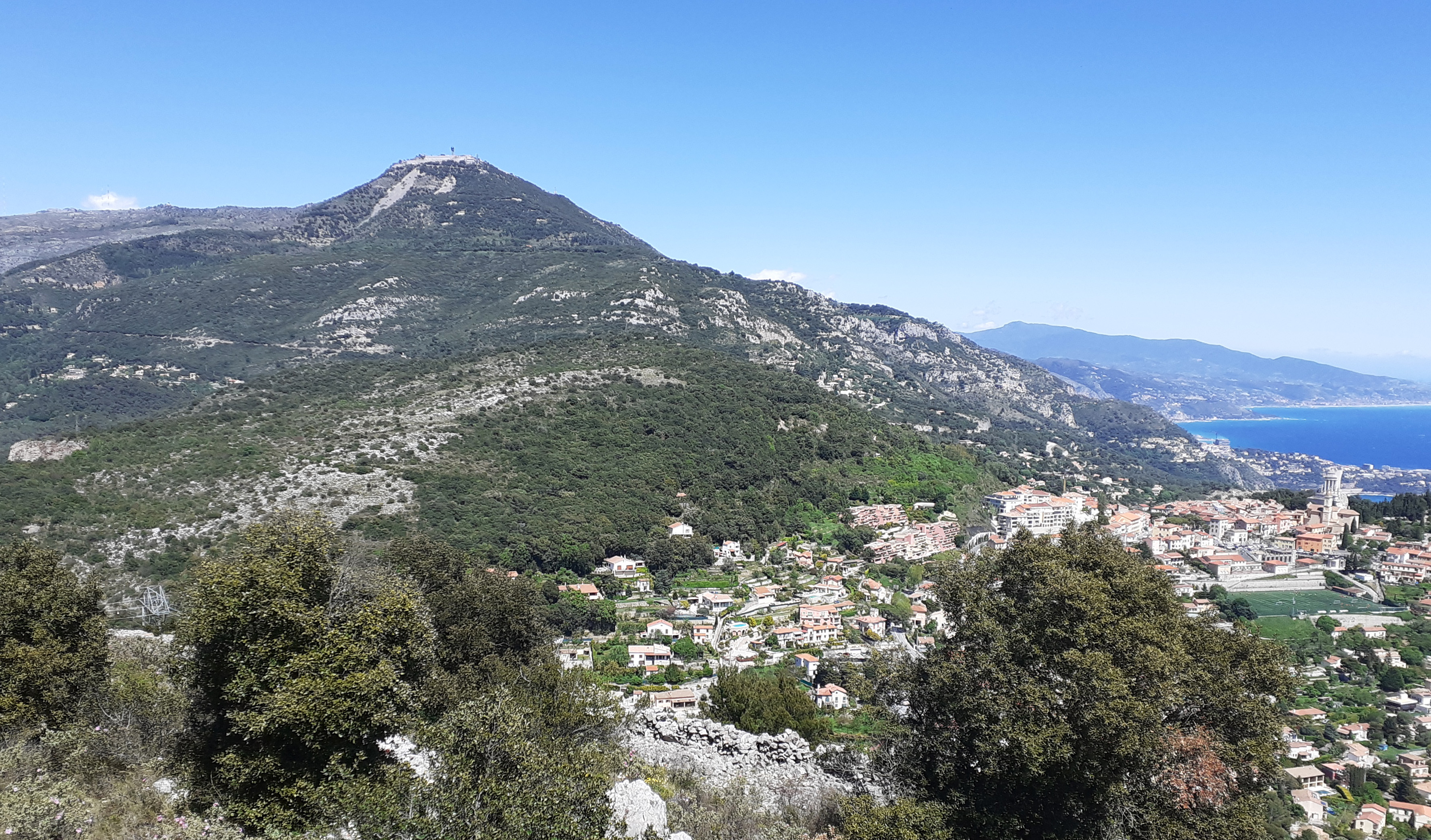
Le site principal de télédiffusion au Mont Agel, à proximité de Monte-Carlo.

À la même période, Télé Monte-Carlo lance une campagne de promotion dans le Sud-Est de la France et implante des studios et bureaux à Marseille, après avoir optimisé ses émetteurs 819 lignes pour tenter de couvrir la deuxième ville de France et sa direction a même étudié l'emploi d'un ré-émetteur « offshore » complémentaire, installé en mer hors des eaux territoriales sur un navire, en face de la rade phocéenne, projet rapidement abandonné.
Depuis janvier 1965, un débat national concernant la publicité à la télévision s'est engagé
Une certaine opposition du milieu politique et de la presse écrite se fait jour pour empêcher l'arrivée de la publicité de marque à la télévision publique française. À cette période, la France ne comprend que deux chaînes de télévision nationales dont la seconde n'est reçue que par environ 20% de la population et 12 stations de télévision régionales publiques réparties sur tout l'Hexagone sous l'égide de l'ORTF dont les émissions sont reprises par les deux chaînes nationales.
Le 6 janvier 1967, la presse évoque une première tentative pour écorner le monopole de l'ORTF en télévision. Conçu pour créer une chaîne privée, ce projet devrait associer notamment Télé Luxembourg et Télé Monte-Carlo ainsi que deux émetteurs supplémentaires installés sur le sol français pour couvrir les deux tiers de l'Hexagone et bénéficier de la publicité de marques. À l'initiative d'Europe 1, la société Pro-TV est constituée pour gérer l'espace publicitaire de la deuxième chaîne publique et proposer à l'ORTF, divers films et émissions clés en main. Ainsi, en juin 1967, à l'initiative de l'ancien ministre Michel Maurice-Bokanowski et avec le soutien du député Robert-André Vivien, la société Pro-TV est constitée avec dans son capital, différents représentants de l'industrie électronique et d'agences de publicité; cet organisme privé est censé gérer les contrats publicitaires télévisuels avec les marques alors que la deuxième chaîne de l'ORTF prend son essor grâce à sa diffusion en couleur. L'entreprise Pro-TV pourrait aussi fournir aux chaînes de l'ORTF, diverses émissions et films de cinéma. En 1967, les dirigeants de Pro-TV vont plus loin encore et ils étudient la création d'une troisième chaîne de télévision de statut privé ou mixte et financée par la publicité de marques. L'initiative est soutenue par les fabricants de téléviseurs qui souhaitent ainsi dynamiser la vente des récepteurs couleurs.
En juin 1970, la presse révèle le détail d’un projet de télévision privée dont le nom de code est « Canal 10 » et dont les responsables sont pratiquement les mêmes que la société Pro-TV créée en 1967.

## Une chaîne privée nationale
Depuis le milieu des années 1950, une petite partie des téléspectateurs français peut en complément, capter une chaîne privée en fonction de sa localisation; à la frontière allemande pour Télé-Sarre (arrêtée en 1958) et Télé Monte-Carlo depuis la Principauté de Monaco, pour le Sud-Est. Fondée en 1952, la première société  Radiodiffusion et Télévision compte notamment parmi ses membres, Philippe Boegner, directeur de Paris-Match, Pierre Archambault, président du Syndicat national de la presse quotidienne régionale, Charles Michelson de Radio Monte-Carlo, Jean Dufour, directeur du Crédit Lyonnais ou encore l'ingénieur Henri de France, de Radio-Industrie. Les premiers travaux de cette société consistent à installer des émetteurs de télévision dans la Sarre et à Monaco au format haute définition 819 lignes. Ces antennes sont toutes deux la propriété de la société du Prince Rainier III et de Charles Michelson, société Images et Son ainsi que Télé Luxembourg devenue RTL Télé-Luxembourg en 1972 lors de son passage à la télédiffusion couleur. Dix ans plus tard, subsistent deux chaînes privées dont le capital est en partie détenu par des sociétés françaises pour Télé Luxembourg voire pilotés par des actionnaires français pour Télé Monte-Carlo puis à travers la radio Europe 1 en 1958, sous contrôle de la Sofirad, société anonyme française, détenue par l’État français. En juin 1971, poursuivant sa volonté de se développer, Télé Monte-Carlo entreprend d'étendre la couverture de sa chaîne vers l'Italie et attirer des téléspectateurs grâce à une télédiffusion en couleur au standard SÉCAM, sur le canal 35 en UHF.
Plusieurs personnalités impliquées dans les médias ou la publicité s'emparent de deux dossiers distincts concernant d'une part, la création d'une troisième chaîne de télévision française nationale mais qui serait de statut privé et, d'autre part, de la commercialisation potentielle des espaces publicitaires de marques pour la financer. On peut ainsi noter Marcel Bleustein-Blanchet fondateur de Publicis, Sylvain Floirat dirigeant d'Europe 1, le groupe de Marcel Dassault, la régie publicitaire Havas qui a été nationalisée en 1945 au deux-tiers ainsi que la Sofirad, contrôlée par l'État français.

## La publicité, choix politique
À la différence du voisin britannique ayant concédé depuis 1955, l'accès au réseau privé et indépendant de télévision  ITV concurrent direct du service public des deux chaînes publiques de la BBC Television et associant une vingtaine unités de productions régionales privées délivrant des chaînes distinctes autour d'un programme national en commun avec publicité, la France repousse le recours à la publicité de marques jusqu'en 1967 et ainsi, restreint le financement d'une nouvelle chaîne privée. Dès 1958, le principe de lancer une deuxième chaîne nationale privée financée par la publicité est étudié, sur le principe du succès radiophonique de la station Europe 1.
Mais depuis 1959, seule la publicité dite « compensée » d'intérêt collectif c'est-à-dire, faisant la promotion d'un service, d'un type de produit ou d'une institution en évitant toute marque commerciale est permise à la télévision : la Caisse d'Epargne et de prévoyance, les petits pois, la régie Air France, les pâtes alimentaires, la Loterie nationale, etc.
En mai 1967, on apprend que la création de la troisième chaîne ORTF est à l'étude et qu'elle pourrait être financée par de la publicité de marques. Toutefois à cette période, certains élus parlementaires s'opposent farouchement à l'introduction de la publicité, plus spécifiquement sur les chaînes publiques. Pour autant Jacques Antoine, directeur de Télé Monte-Carlo, parvient à piloter depuis le siège de la chaîne basé à Monaco, une société de production télévisuelle associant à la fois TMC et Télé-Luxembourg, à la même période.
À la suite des événements de Mai 1968 puis du départ du président Charles de Gaulle, de nouvelles perspectives semblent s'ouvrir pour une nouvelle chaîne indépendante de l'ORTF.

## Contourner la règlementation
Entre 1965 et 1970, plusieurs initiatives permettent d'anticiper le développement d'une offre télévisuelle alternative à celle de l'ORTF. Depuis 1952, la Société Spéciale d'Entreprise (SSE) exploite la station de Télé Monte-Carlo en vertu d'une convention conclue avec Radio Monte-Carlo, concessionnaire exclusif des droits d'émission en principauté de Monaco à cette époque. En 1958, la Société Spéciale d'Entreprise (SSE) contrôle donc Télé Monte-Carlo, devenant une filiale à 32 % d'Europe 1 appartenant à la Sofirad.
Soutenu par ses amis Marcel Bleustein-Blanchet de Publicis et Sylvain Floirat dirigeant d'Europe 1, l'entrepreneur Jean Frydman, cofondateur et cogérant de la régie publicitaire d'Europe 1 et créateur de diverses antennes privées au milieu des années 1950, parmi lesquelles la chaîne Telma au Maroc, pilote plusieurs projets de développements pour la chaîne monégasque Télé Monte-Carlo. À partir de 1967, Jean Frydman administre la société SSE qui contrôle Télé Monte-Carlo, avant de prendre la direction de la chaîne, deux ans plus tard. En 1969, Jean Frydman prend en charge la direction de Télé Monte-Carlo et dans le but d'alimenter la grille, il devient propriétaire d'un riche catalogue de films. Depuis longtemps, il souhaite créer la première chaîne nationale de télévision commerciale en France, à l'instar de Télé Monte-Carlo ou Télé Luxembourg. Le modèle économique consiste à exloiter le conséquent marché publicitaire télévisé très peu exploité par le service public ORTF; s'inspirant du modèle télévisuel britannique BBC-ITV. Dès l'été 1969, le rapprochement entre Europe 1 et Télé Monte-Carlo se traduit notamment par des émissions spéciales produites en commun et diffusées simultanément sur les deux antennes, radio et télévision.

## Télé Monte-Carlo comme socle
Dès lors, Frydman s'attache à renforcer les moyens et à développer commercialement Télé Monte-Carlo dont l'un des émetteurs expérimente ou exploite depuis les années 1950, la fréquence de télédiffusion F10 sur 199,70 MHz, dite « Canal 10 », en complément à d'autres fréquences d'émission. Ainsi quelques années plus tard en 1973, il parviendra à décliner la programmation de Télé Monte-Carlo vers l'Italie, avec la chaîne Telemontecarlo. Début 1969, le patron de Télé Monte Carlo décide donc de créer la nouvelle télévision commerciale privée baptisée du nom de code « Canal 10 ». À terme, le projet consiste surtout à étendre la diffusion de TMC en 625 lignes UHF, sur une grande moitié sud de la France et jusqu'à Paris, avec le concours de la radio Europe 1.
Après le départ de Charles de Gaulle en avril 1969, le nouveau président de la République, Georges Pompidou, semble plutôt favorable à de nouvelles chaînes de télévision et Frydman reçoit notamment l'appui du ministre des finances, Valéry Giscard d'Estaing. À partir de juin 1971, plusieurs essais techniques de télédiffusion en couleur au standard SÉCAM ont lieu depuis Monaco, notamment destinés à l'Italie avec la mise en place du canal 35 UHF, diffusé à la norme G, avec une puissance de 50 kW,.
En juin 1970, les détails du projet Canal 10 sont rendus publics. Télé-Monte-Carlo prévoit de financer un réseau de 25 émetteurs pouvant toucher près de 9 850 000 foyers, sur les 10,5 millions déjà desservis par l'ORTF. La gestion des émetteurs serait confiée au service public, lequel percevrait également une rétribution basée sur les recettes publicitaires de Télé Monte-Carlo. Diffusant 16 heures par jour, de 7 h. 30 le matin à 22 h 30, sans interruption. La répartition du capital de la société Canal 10 pourrait être de 80 %, constitué par des actions réservées au public et 20 % détenus par des groupes comme ceux de Bleustein - Blanchet, Dassault, Floirat, Industries électroniques, etc. Jusqu'alors, l'entreprise Canal 10 est une société anonyme monégasque, dont le capital est détenu par Europe 1 (32 %), Publicis (27 %), la principauté de Monaco (18,5 %) et Marcel Dassault (22,5 %). Jean d'Arcy, premier directeur des programmes de la télévision française de 1952 à 1959 est prévu comme directeur des programmes de la chaîne privée.

## Oppositions et soutiens
Pour éviter un affrontement avec la presse, le projet Canal 10 parvient à obtenir le soutien de son premier partenaire régional, La Dépêche de Toulouse, grâce au directeur général d'Europe 1, Jacques Abergel. S'associent à Canal 10, une vingtaine de journaux régionaux parmi lesquels on note le quotidien marseillais Le Provençal. De plus, en 1970, le dossier Canal 10 bénéficie du soutien du Premier ministre français Jacques Chaban-Delmas et celui de Michel Jobert, le Secrétaire général de la présidence de la République française, proche de Georges Pompidou. Mais en juin 1971, les principaux grands titres de la presse nationale parisienne L'Aurore, Le Figaro, France-Soir, Le Monde, Le Parisien libéré et Paris Jour déclarent prendre leur distance avec Canal 10. Au cours de l'année 1971, après quelques hésitations, le président Georges Pompidou, influencé par son ministre Michel Debré farouche partisan du monopole de l'ORTF, s'oppose finalement au principe d'une chaîne nationale de statut privé, ce qui repousse encore l'arrivée d'une chaine nationale commerciale en France. Par ailleurs, en 1972, la troisième chaîne de l'ORTF est déjà en chantier, ce qui suspend au moins provisoirement les projets de Jean Frydman.
Pour autant dès le mois de juin 1971, Jean Frydman n'abandonne pas la stratégie d'expansion de Télé Monte-Carlo en France mais il préfère à court terme, s'intéresser à l'Italie et à une télédiffusion en couleurs alors que ce pays n'a pas encore tranché sur le standard qu'il va adopter. De même, en 1971, lors de la bataille entre les standards PAL et SÉCAM en Italie, les industriels français suggèrent au président Pompidou d'autoriser TMC à émettre en italien et en couleur au standard SÉCAM en direction de Rome et de la côte italienne, à partir du puissant émetteur ORTF de Bastia, pour inciter les Italiens à acheter massivement des récepteurs au standard SÉCAM et mieux pénétrer ce marché. Une nouvelle fois, le Président de la République s'y refuse. Avec le tournant politique libéral engagé par son successeur Valéry Giscard d'Estaing, le Premier ministre Jacques Chirac entreprend durant l'été 1974 des réformes importantes, au rang desquelles figure la suppression de l'ORTF, symbole du contrôle gaullien de l'information; Giscard d'Estaing déclare à ce propos que la radio et les télévisions doivent être aussi indépendantes que possible et qu'elles ne sont pas la « voix de la France ».
Le 20 avril 1972, dans un entretien accordé au quotidien Le Monde, l'entrepreneur Jean Frydman estime toutefois que la fin du monopole d'État est proche et que la publicité de marque est l'un des moyens de financer une nouvelle chaîne nationale.

## Une quatrième chaîne
L'espoir de voir le projet Canal 10 resurgir sous une autre forme est évoqué dès l'élection de Valéry Giscard d'Estaing en mai 1974. Désormais sous le nom de code « Canal 39 », le dossier est relancé à nouveau par Jean Frydman et Sylvain Floirat, président-directeur général d'Europe 1, car la société bénéficie d'accords internationaux, pour l'exploitation du canal numéro 39 dans la bande Ultra haute fréquence de télédiffusion. Selon plusieurs sondage à l'époque, les Français souhaitent majoritairement voir s'ajouter une chaîne privée de télévision; mais une nouvelle fois, le risque que le gâteau publicitaire dont bénéfie la presse écrite soit réduit est soulevé par ce projet de quatrième chaîne.
Considérée par certains analystes comme La « réforme de la délivrance », la suppression de l'ORTF en 1974 engendre certains espoirs de libéralisation. Mais en 1975, sur pression des gaullistes et plus particulièrement de son Premier ministre Jacques Chirac hostile à l'abandon du monopole des médias, le président Giscard gèle toute initiative de libéralisation audiovisuelle et l'autorisation d'antennes privées. Jusqu'à son départ en mai 1981, le monopole d'État reste dominant, si ce n'est à partir de l'année 1978, un tout autre projet dénommé « TVCS » car durant les années 1970, les chaînes nationales n'utilisent pas ou très peu souvent, certains créneaux horaires, principalement le matin et la nuit.
Le 15 janvier 1975, le conseil d'administration de Télé Monte-Carlo sous l'égide de Jean Frydman, décide de diffuser TMC en Italie, dans la région de Milan, à partir d'un émetteur situé en Corse. Le signal doit être conforme à la norme française « L » et au standard couleurs Sécam. Selon la presse, ce projet est très proche du dossier « Canal 10 », déjà élaboré par Frydman dès 1970. De 1976 à 1980, Henri de France continue à participer à l’implantation et à l’exploitation du réseau de retransmission de Télé Monte-Carlo, notamment en Italie.
En décembre 1976, Europe 1 (société Images et Son) acquiert 22 % des parts de la Société Spéciale d'Entreprise (S.S.E.) qui exploite la station Télé-Monte-Carlo, antérieurement détenus par la revue Jours de France. Ainsi, Europe 1 contrôle la majorité (54 %) du capital de Télé Monte-Carlo, les autres participants étant Publicis S.A. (27,5 %) et la Principauté de Monaco (18,5 %).

## Autres déclinaisons
Devenu PDG de l'agence publicitaire Médiavision, Jean Frydman crée une filiale d'Havas et du groupe Hachette en 1978, intitulée « Télévision Communication Service » ou TVCS. Le principe consiste à louer aux chaînes du service public, ces espaces pour diffuser des émissions payantes, réservées à un public professionnel. La chaîne choisie pour retransmettre ce service est Antenne 2 et le lancement des émissions est prévu pour le mois d'octobre 1979 avec un signal crypté (chiffré) pouvant être restitué en clair par un décodeur. Pour mener à bien cette entreprise, Frydman et Jacques Abergel s'associent à Pierre Sabbagh, Yves Cannac, Jean Marin et Frédéric Chapus.
À l'occasion de ses échanges avec Télédiffusion de France, Frydman apprend à sa grande suprise en 1980, que l'ancien réseau 819 lignes exploité en noir et blanc par TF1, va être disponible d'ici quelques mois. En juin 1981, les responsables politiques découvrent que TDF a oublié de leur préciser que l'organisme public a déjà développé un dossier de chaîne de cinéma payante et cryptée pour exploiter ce réseau d'émetteurs. Fin 1982, les dirigeants d'Havas reprennent le projet et il est désormais piloté par un proche de François Mitterrand, le PDG d'Havas, André Rousselet. La formule de TVCS consiste à utiliser les émetteurs des chaînes publiques lorsqu'elles ne diffusent pas leurs émissions, pour proposer dans ces créneaux, des émissions destinées aux entreprises ou à certains professionnels. Le principe d'un chiffrage ou cryptage de ces émissions est étudié avec certains techniciens de TéléDiffusion de France et auprès d'autres conseillers, parmi lesquels Léo Scheer, pionnier de ce qui deviendra en 1983, la chaîne Canal+. Durant quelques mois, Jean Frydman continue à piloter le projet de la nouvelle chaîne payante Canal+ mais sa proximité avec l'ancien président Valéry Giscard d'Estaing, le disqualifie aux yeux des nouveaux dirigeants après l'élection de François Mitterrand.
Près de dix ans plus tard, en mai 1988, un projet très similaire à celui qui a été élaboré par l'équipe de Jean Frydman en 1967 voit sa concrétisation, sur la chaîne nationale publique FR3, sous le nom de « Santé Télévision » ou STV Télésanté, utilisant le contrôle d'acccès et le décodeur Discret 11 de Canal+. Ces émissions sont réservées aux personnels et entreprises du secteur de la santé.
Un autre service payant réservé aux professionnels est mis en œuvre à la fin des années 1970, utilisant les crénaux horaires initialement visés par TVCS mais pas pour diffuser des émissions de télévision mais plutôt pour véhiculer des données numériques de Télétexte délivrant des informations ciblées et thématiques comme les résultats de courses hippiques ou les cours de la bourse. Un abonnement et un décodeur Antiope spécifique avec carte à mémoire est proposé par la société « Chronoval » d'abord sur la chaîne publique FR3 puis sur le quatrième réseau de télévision, dès juillet 1986. Grundig est le premier fabricant à commercialiser ce décodeur à son usine de Creutzwald en Lorraine.